# 格拉斯米爾 (新罕布什爾州)
格拉斯米爾（英語：Grasmere）是位於美國新罕布什爾州希爾斯波羅縣的非建制地區。

## 歷史
格拉斯米爾的郵局於1895年設立，其後於1970年停運。

## 地理
格拉斯米爾所處的海拔為高於海平面87米（即285英呎），而該地所採用的時區為UTC-5，即北美东部时区（EST）。同時該地設有夏令時間，為UTC-5調快一小時，即UTC-4（EDT）。